# Glasharmonica

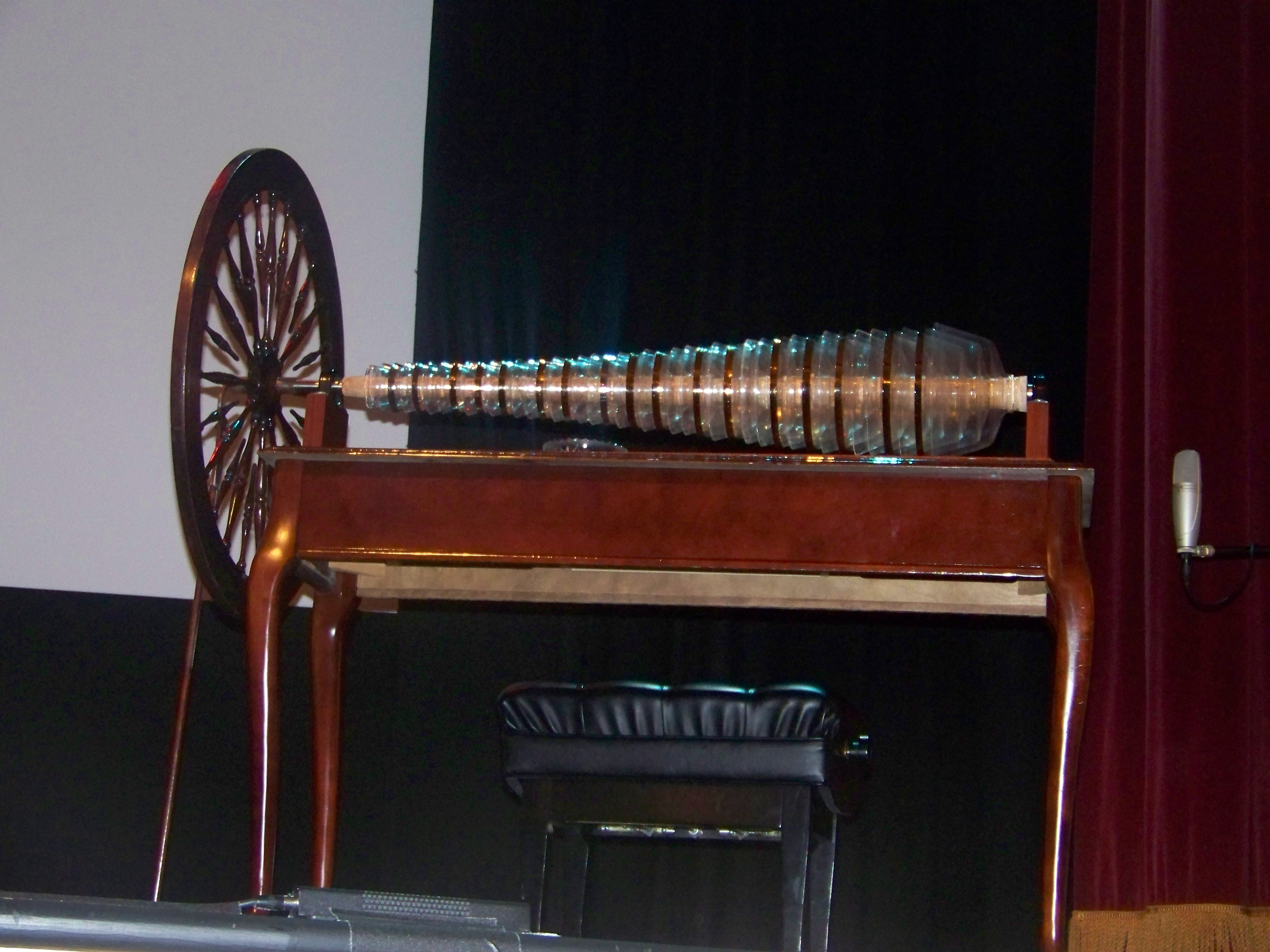
Glasharmonica gebouwd naar het oorspronkelijke ontwerp van Benjamin Franklin

Een glasharmonica, niet te verwarren met de glasharp, is een muziekinstrument, en wel een idiofoon die in 1762 werd uitgevonden door Benjamin Franklin. Het instrument bestaat uit een reeks in grootte toenemende  glazen schalen die gezamenlijk op een horizontale as bevestigd zijn. De as wordt door een pedaalmechaniek in een draaibeweging gebracht. Met de toppen van de bevochtigde vingers bespeelt men de randen van de schalen.
Mozart, Johann Adolf Hasse, Carl Philipp Emanuel Bach, Beethoven, Donizetti, Ennio Morricone, Jan Erik Mikalsen, Regis Campo, Etienne Rolin, Philippe Sarde, Damon Albarn, Tom Waits, Michel Redolfi, Cyril Morin, Stefano Giannotti, Thomas Bloch, Guillaume Connesson schreven werken voor glasharmonica. Richard Strauss paste het instrument toe in de opera Die Frau ohne Schatten (1914).

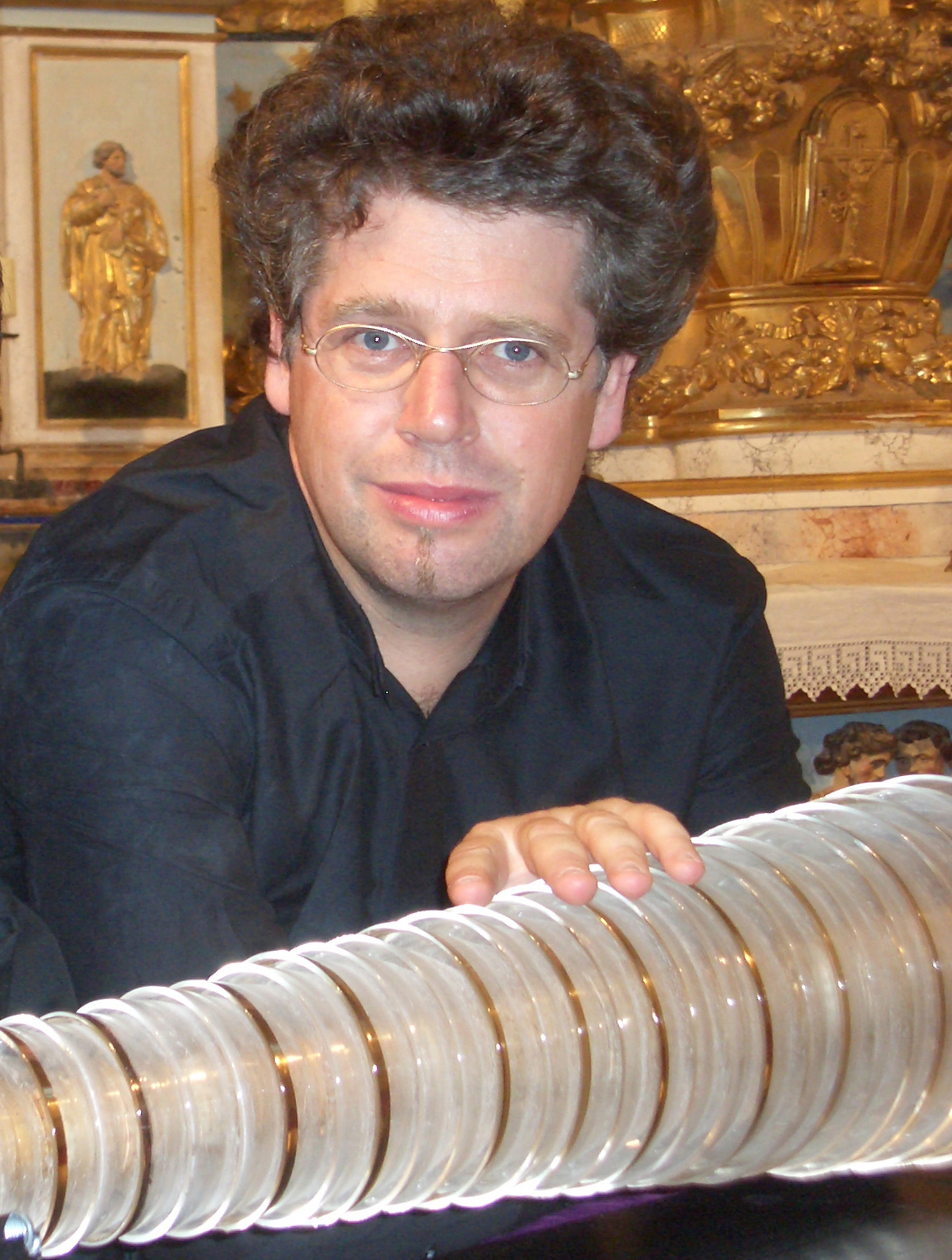
Thomas Bloch aan de glasharmonica